# Torre Val de San Pedro
Torre Val de San Pedro est une commune de la province de Ségovie dans la communauté autonome de Castille-et-León en Espagne.

## Géographie
La commune comprend les localités de :
- La Salceda,
- Torre, chef-lieu de la commune,
- Valle de San Pedro.

## Sites et patrimoine
- Église San Pedro Apóstol.
- Église Santa Ana.
- Chapelle San Roque.
- Calvaire du XVIIIe siècle situé à La Torre.
- Casa consistorial de la fin du XVIIIe siècle blasonnée.
- Église de La Salceda.